# Hasna Mohamed Dato
« Décret n°2002-0261/PR/MID Portant publication des listes des candidats en vue des élections législatives du vendredi 10 janvier 2003. », sur Journal officiel de la république de Djibouti
Hasna Mohamed Dato est une femme politique djiboutienne, née le 10 novembre 1959, déléguée au Parlement panafricain.
Hasna Mohamed est née à Obock. Membre du Rassemblement populaire pour le progrès (RPP), elle est élue à l'Assemblée nationale lors des élections parlementaire de 2003, 35e candidate présentée dans le district de Djibouti par la liste Union de la majorité présidentielle (UMP).